# Neocosmospora striata
Neocosmospora striata är en svampart som beskrevs av Udagawa & Y. Horie 1975. Neocosmospora striata ingår i släktet Neocosmospora och familjen Nectriaceae.   Inga underarter finns listade i Catalogue of Life.